# Venstreekstremisme
Venstreekstremisme er en betegnelse for en yderligtgående venstreorienteret position (fra latin extremus, der betyder 'yderst'). Der er i øvrigt ikke nogen entydig definition af, hvornår en holdning eller handling kan karakteriseres som venstreekstremistisk, og brugen af begrebet varierer fra land til land og fra tidsperiode til periode, men ofte bruges betegnelsen om grupperinger, der er modstandere af parlamentarisk demokrati og evt. går ind for at anvende vold som politisk middel. Venstreradikalisme bruges af nogle som synonym for venstreekstremisme, af andre om grupper på den udenomsparlamentariske venstrefløj, der modsat venstreekstremister tager afstand fra voldsanvendelse.

## Forsøg på definitioner

### Danske beskrivelser af venstreekstremisme
I Den Danske Ordbog defineres venstreekstremisme som en "ekstremt venstreorienteret politisk holdning eller adfærd, ofte med et ønske om revolution og med anerkendelse af vold som legitimt middel".
Chris Holmsted Larsen, RUC, definerede i 2012 venstreekstremister som "grupperinger og individer, der ligger til venstre for den parlamentariske venstrefløj, og som anvender eller støtter udenomsparlamentariske metoder, der inkluderer personvold og hærværk".
Sektorforskningsinstitutionen SFI - Det Nationale Forskningscenter for Velfærd (i dag VIVE – Det Nationale Forsknings- og Analysecenter for Velfærd) udgav i 2014 på bestilling fra den danske regering en rapport med en kortlægning af danske antidemokratiske og ekstremistiske miljøer. I rapporten blev det nævnt, at der ikke var nogen konsensus om ordet ekstremisme, der generelt bruges i en række forskellige, men beslægtede betydninger, og både kunne karakterisere holdninger, der var sjældne, befandt sig langt fra medianen eller var meget intense og forbundet med et konspiratorisk verdenssyn. Det tætteste på en definition var en sætning om, at "Ekstremistiske holdninger kan i større eller mindre grad være i konflikt med demokratiske styreformer og idealer om tolerance, ligesom de kan være kombineret med villighed til at gå uden om demokratiske procedurer for at gøre politiske eller religiøse holdninger gældende".
Nationalt Center for Forebyggelse af Ekstremisme, en institution, der blev oprettet i 2017 under Udlændinge- og Integrationsministeriet, nævner, at venstreekstremismen er drevet af politisk indignation over en uretfærdig verdensorden, og at dette verdenssyn omsættes i en legitimering og anvendelse af voldelige og antidemokratiske virkemidler. Centeret skelner mellem venstreekstremister og den øvrige udenomsparlamentariske venstrefløj, der kan være radikale i deres samfundskritik, men ikke støtter og udøver politisk vold.

### Udenlandsk sprogbrug
I en oversigt fra over "Far Left Parties in Europe" definerede politologen Luke March fra University of Edinburgh "far left parties" som alle partier til venstre for de socialdemokratiske partier i hvert enkelt land. Han inddelte alle disse far left-partier i to overordnede grupper, nemlig venstreradikale ("radical left") og venstreekstreme ("extreme left") partier. Den første gruppe anerkender demokratiet og går generelt ind for en blandingsøkonomi med privatejede virksomheder (i hvert fald for små og mellemstore virksomheders vedkommende), mens den sidste gruppe er betydelig mere fjendtligt indstillet overfor det liberale demokrati, typisk afviser ethvert kompromis med "borgerlige" politiske kræfter, herunder socialdemokrater, lægger vægt på udenomsparlamentariske aktiviteter og er modstandere af de fleste markedsøkonomiske aktiviteter. Han opererer yderligere med fire undergrupper, der hver især kan optræde i en "radikal" og en "ekstrem" udgave: kommunister, demokratiske socialister, "populistiske socialister" og "socialpopulistiske" partier. I Danmark regner han eksempelvis Socialistisk Folkeparti og Enhedslisten som henholdsvis et radikalt og et ekstremt demokratisk-socialistisk parti.
I Frankrig bruges betegnelsen "det ekstreme venstre" (extrême gauche) ofte generelt om grupperinger til venstre for det franske socialistparti Parti Socialiste.

## Venstreradikalisme og venstreekstremisme
Nogle anvender begreberne "venstreradikalisme" og "venstreekstremisme" som synonymer, mens andre sondrer mellem dem, hvor den afgørende skillelinje ofte går på, at venstreekstremister i modsætning til venstreradikale er parate til at udøve eller støtte voldsanvendelse. Denne distinktion bruges som nævnt af det danske Nationalt Center for Forebyggelse af Ekstremisme og ligeledes af den tyske samfundsforsker Horst Heimann. I en oversigt fra 2012 nævner Chris Holmsted Larsen fra RUC, at den yderste venstrefløj i Danmark altid har været præget af en grundlæggende uenighed om, hvad der er acceptabelt i forhold til mål og midler. Derfor er det venstreradikale miljø typisk en gråzone, hvad ekstreme holdninger og handlinger angår. Man kan derfor finde personsammenfald mellem venstreradikale grupperinger, der tager afstand fra politisk vold, og venstreekstremistiske indidvider, der anvender ekstreme og udemokratiske metoder.
En helt tredje og ældre betydning af "venstreradikalisme", der kendtes i ældre dansk, er som betegnelsen for aktiviteter, der repræsenterer partiet Det radikale Venstre eller generelt står i modsætning til konservative partier.

## Historie
Venstreekstremismen har historiske rødder i det 20. århundredes revolutioner og totalitære regimer. De venstreekstreme grupperinger udspringer især af to forskellige venstreorienterede strømninger, nemlig dels kommunismen og dels anarkismen. Det er særligt de anarkistiske, og herunder de såkaldte antifascistiske strømninger, der i dag udgør det ideologiske fundament for nutidens venstreekstremisme.
I kølvandet på Studenteroprøret i 1968 opstod flere steder i Europa stærkt venstreorienterede grupper, der havde som mål at fremme en kommunistisk revolution ved hjælp af terrorangreb mod multinationale virksomheder og mod staten. Det gjaldt Rote Armee Fraktion i Vesttyskland og De Røde Brigader (Brigate Rosse) i Italien.
I Latinamerika har militante venstreekstremistiske grupper som Den lysende Sti i Peru og Tupamaros i Uruguay gjort sig gældende.

## Danmark
I Danmark vandt den venstreradikale bevægelse især frem med studenteroprøret i 1968. Flere grupper var imod det etablerede system og benyttede sig af aktivisme, besættelser og kampe imod Vietnamkrigen og ville omstyrte samfundet. Blandt de venstreradikale i 1960’erne og 1970’erne var blandt andet den københavnske slumstormerbevægelse og mere formelle grupperinger som De Danske Rødgardister, Revolutionær Aktion (RA), Danmarks Kommunistiske Parti/ Marxister-Leninister (DKP/ML), Boligorganisation marxister-leninister (BOm-l), Kommunistisk Arbejder Parti (KAP) og Kommunistisk Arbejdskreds (KAK). Et tidligt dansk udslag af venstreekstremisme var Blekingegadesagen, hvor en dansk venstreekstremistisk gruppe i 1988 stod bag et væbnet røveri mod Købmagergades Postkontor, hvor en politibetjent blev dræbt. Gruppen, der opstod i 1972, havde oprindeligt sin baggrund i KAK og kaldes i idag i folkemunde ‘Blekingegadebanden’. Kendte venstreradikale aktivister og ideologer fra 1960’erne og 1970’erne var blandt andet ideologen Gotfred Appel, historikeren Benito Scocozza, journalisten Jan Michaelsen, lægen Lars Hutters og psykologen Finn Ejnar Madsen.
I 1980’erne og 1990’erne videreudviklede den venstreradikale bevægelse sig blandt andet under inspiration fra Vesttyskland. I disse årtier fandtes i begyndelsen blandt andet BZ-bevægelsen, der var en militant bevægelse med fokus på husbesættelser. Senere kom autonome og revolutionære grupper som Rebel, Autonomi-kollektivet og Rød Ungdom, der lavede militant aktivisme og ville gøre oprør mod systemet.
I en kortlægning af antidemokratiske og ekstremistiske miljøer i Danmark fra 2014 opererede SFI med venstreradikale miljøer som et af tre miljøer, hvor ekstremisme potentielt kunne finde sted (de to andre miljøer var et højreradikalt og et islamistisk miljø). Det venstreradikale miljø definerede de nærmere som bestående af fire grupperinger: Antifascistisk Aktion, Antiracistisk Netværk, Libertære Socialister og Redox.
Venstreradikalisme og venstreekstremisme har også påvirket dansk kulturliv, og flere nuværende fremtrædende danske akademikere, kulturpersonligheder og forfattere er eller har været en del af det venstreradikale miljø som forfatter Peder Frederik Jensen, filminstruktør Lotte Svendsen, forfatter Rene Karpantschof, politiker Pelle Dragsted, forfatter Peter Øvig Knudsen og professor Mikkel Bolt.